# Pulyka (gasztronómia és kultúra)
A pulykahús, gyakran egyszerűen csak pulyka, pulykák húsa, jellemzően házi pulykáké, de lehet vadpulykáké is. Ez egy népszerű baromfiétel, különösen Észak-Amerikában és az Egyesült Királyságban, ahol hagyományosan olyan kulturálisan jelentős események részeként fogyasztják, mint például a hálaadás és a karácsony, valamint a hagyományos konyhában.

## Előkészítése és gyártása

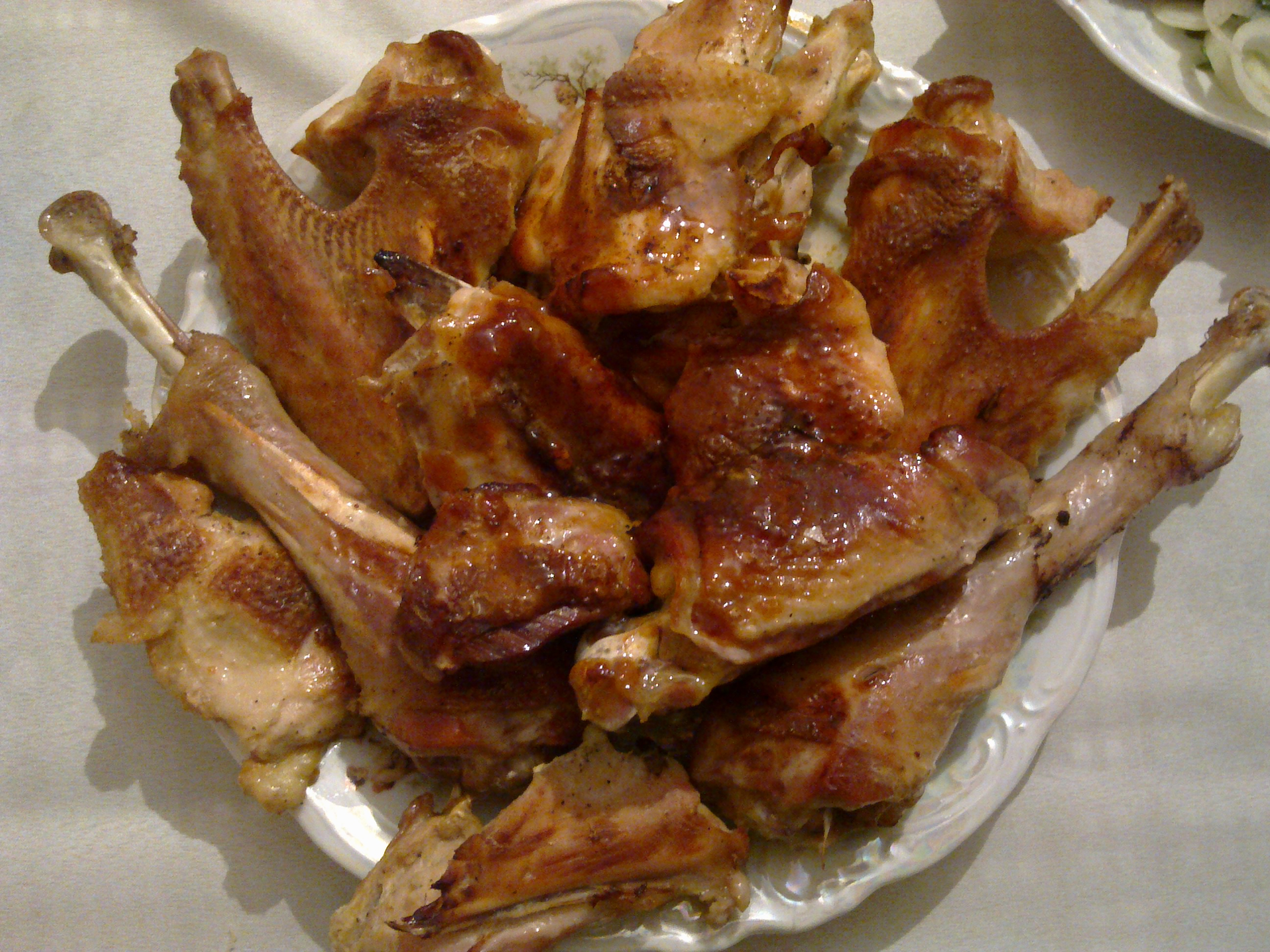
Pulykasült

A pulykákat szeletelve és őrölve, valamint egészben árulják, a csirkéhez hasonló módon, eltávolítva a fejét, lábát és tollait. A pulykakoronák a madár mellei, eltávolítva a lábait és a szárnyait. A fagyasztott egész pulyka továbbra is népszerű. A szeletelt pulykát gyakran használják szendvicshúsként vagy felvágottakként szolgálják fel; bizonyos esetekben, ahol a receptek csirkét írnak elő, helyettesíthető. Darált pulykát is szoktak árulni, és gyakran a darált marhahús egészséges alternatívájaként forgalmazzák. Gondos előkészítés nélkül a főtt pulyka általában kevésbé nedves, mint a többi baromfihús, például a csirke vagy a kacsa.
A vadpulykák, bár technikailag ugyanazok, mint a háziasított pulykák, nagyon eltérő ízűek a gazdaságban nevelt pulykáktól. Szinte az összes hús sötét (beleértve a mellet is), intenzívebb ízzel. Az íz szezonálisan is változhat a rendelkezésre álló takarmány mennyiségének változásaival, így a vadpulykahús gyakran játékosabb ízű marad a nyár végén, mivel étrendjében az előző hónapokban több rovar fordult elő. A túlnyomórészt fűvel és gabonával táplálkozó vadpulyka íze enyhébb. A régebbi örökségfajták ízben is különböznek. A hagyományosan nevelt angol pulykahús megkapta az EU és az Egyesült Királyság Traditional Specialty Guaranteed elnevezését Traditional Farmfresh Turkey néven.
Általában nagy mennyiségű pulykahúst szoktak feldolgozni. Ez füstölhető, és néha pulykasonkaként árulják, ami sokkal egészségesebb, mint a sertésszalonna. A rántott pulykahús csavart hélixei, amelyeket  pulykacsavaróként árulnak, 2004-ben kerültek előtérbe az Egyesült Királyságban, amikor Jamie Oliver séf kampányolt, hogy ezeket és hasonló ételeket eltávolítsák az iskolai menzáról.
A tyúktojással ellentétben a pulykatojást általában nem árulják élelmiszerként, mivel nagy az egész pulyka iránti kereslet, és más madarakhoz (nemcsak csirkékhez, de még kacsákhoz vagy fürjekhez) képest kisebb a tojástermelés. Egyetlen pulykatojás értéke körülbelül 3,50 dollárra becsülhető a nyílt piacon. 

## Kulturális hagyományok

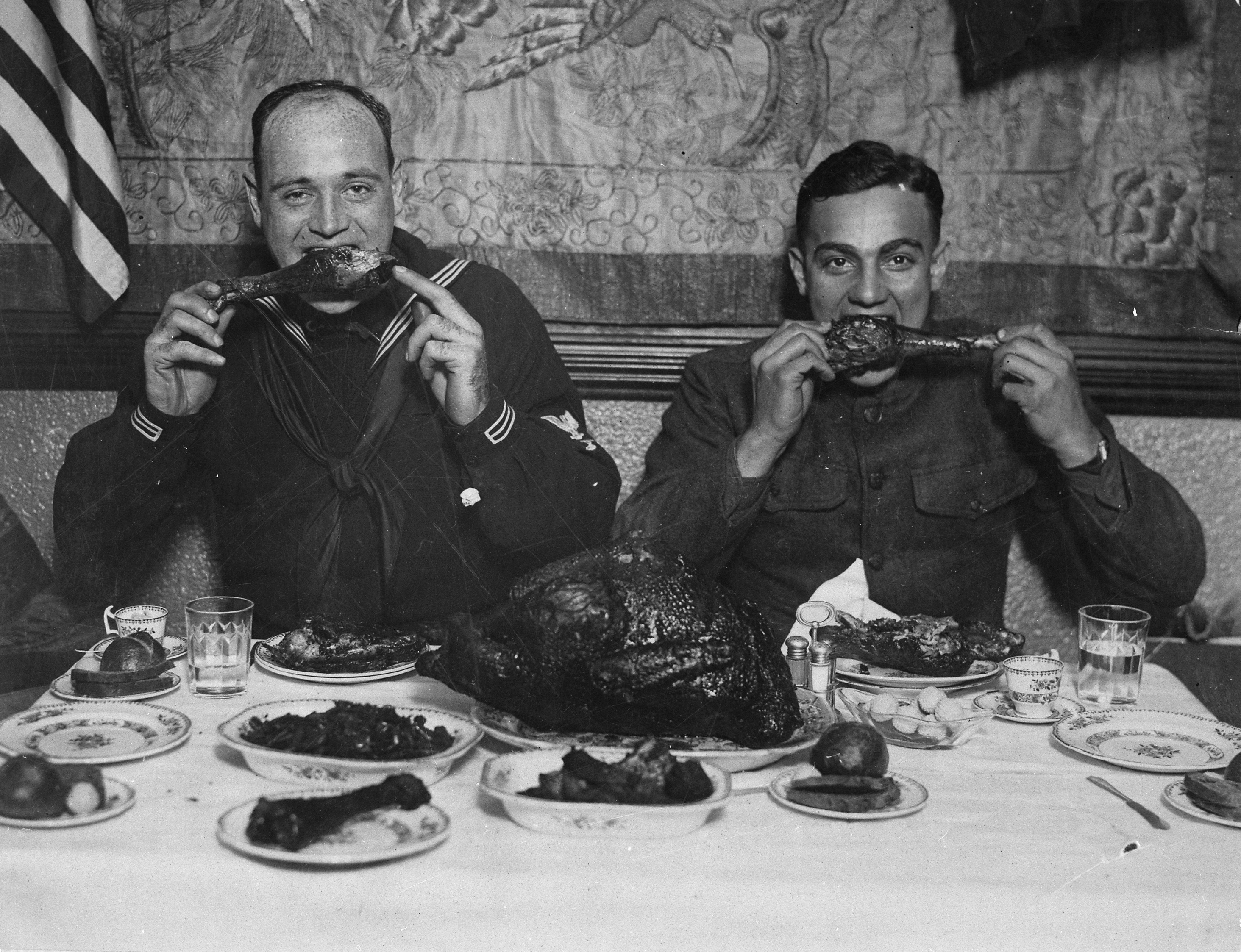
Amerikai katonák, akik pulykát esznek egy hálaadásnapi vacsorán az első világháború után (1918)

Az Egyesült Államokban és Kanadában hagyományosan a hálaadásnapi vacsora főételeként fogyasztják a pulykát, a világ nagy részén pedig a karácsonyi vacsorák alkalmával. (gyakran töltött pulykaként).
A pulykahúst a mexikói, közép-amerikai és az Egyesült Államok déli részének őslakosai már az ókor óta fogyasztják. A 15. században a spanyol hódítók visszavitték Európába az azték pulykákat.
A pulykát már a 16. században ették Angliában. A 20. század előtt a sertésborda volt az észak-amerikai ünnepek leggyakoribb étele, mivel az állatokat általában novemberben vágták le. A pulykák egykor olyan nagy mennyiségben éltek a vadonban, hogy egész évben fogyasztották, ez az étel mindennaposnak számított, míg a sertésborda a hálaadás-újévi szezonon kívül ritkán volt kapható. Míg a karácsonyi pulykasütés hagyománya a 17. században elterjedt Nagy-Britanniában, a munkásosztályok körében általánossá vált a liba tálalása, amely a viktoriánus korszakig az uralkodó sült maradt.
A molés pulyka Mexikó nemzeti ételének számít.
A pulykarizst Tajvan egyik nemzeti ételének tartják.
Mivel a pulyka egy újvilági madár, évek óta vitatják a kóser státuszával kapcsolatos kérdéseket. A hatóságok többsége és a zsidó használat hosszú története kósernek tekintette, akárcsak a többi rokon tyúk, például a csirke, a fogoly és a fácán.
Jelenleg még nincs bizonyíték arra vonatkozóan, hogy a nagy mennyiségű pulykaevés befolyásolja-e a fáradtságot.

## Főzése
A pulykát általában több órán keresztül sütik a sütőben, gyakran miközben a szakács elkészíti az étkezés fennmaradó részét. Néha a pulykát pácolják sütés előtt, hogy fokozzák az ízét és a nedvességtartalmát. Ez azért van így, mert a sötét hús magasabb hőmérsékletet igényel az összes mioglobin pigment denaturálásához, mint a fehér hús (nagyon alacsony a mioglobin), így a sötét hús teljesen kiszárítja a mellet. A pácolással lehetővé válik a sötét hús teljes megfőzése a mellhús szárítása nélkül. A pulykákat néha pulykafodrokkal vagy papírfodrokkal díszítik, amelyeket más szeletek alsócombjaira vagy csontjaira helyeznek.
Egyes területeken, különösen Amerika déli részén, forró olajban (gyakran földimogyoró-olajban) 30-45 percig is megsüthetik őket pulykasütő segítségével. A pulykasütés nagy divattá vált, ami veszélyes következményekkel jár azoknak, akik nincsenek felkészülve a szükséges nagy mennyiségű forró olaj biztonságos kezelésére.

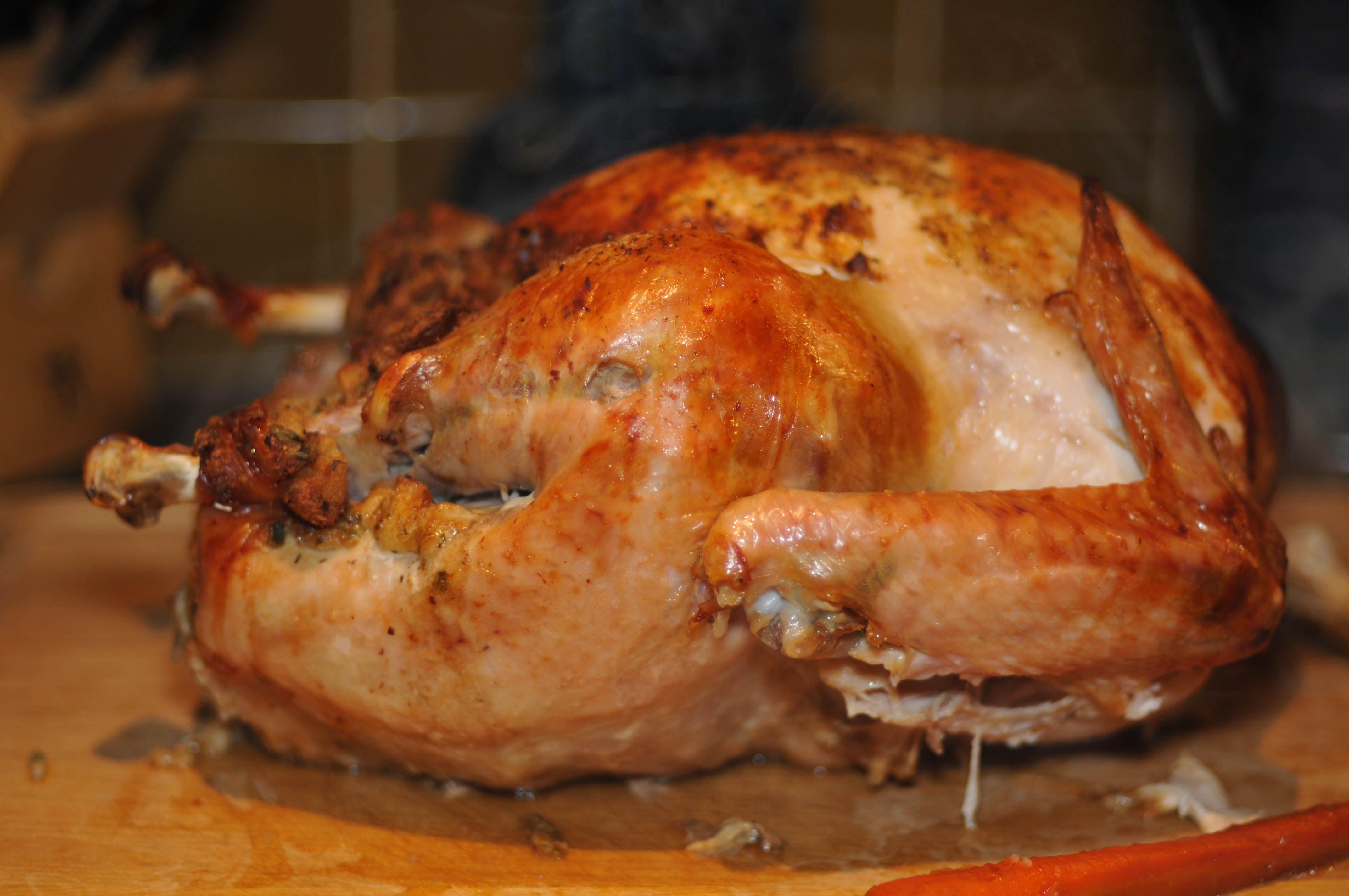
Pulykasült, hagyományos amerikai hálaadási étkezés

### Összetevői
Nyers állapotban a pulykamell 74%-ban vizet, 25%-ban fehérjét, 1%-ban zsírt tartalmaz, és nem tartalmaz Szénhidrátot. 100 grammos referenciamennyiségben, a pulykamell 465 kilojoule (111 kcal) táplálékenergiát biztosít, és nagy mennyiségben (a napi érték 20%-a, DV) tartalmaz fehérjét, niacint, B6-vitamint és foszfort, mérsékelt pantoténsav- és cinktartalommal (10-19% DV).
100 gramm pulykamell 279 mg triptofánt tartalmaz, ami a pulykamellhús egyéb aminosavaihoz képest alacsony. Nincs tudományos bizonyíték arra, hogy a pulykából származó triptofán ekkora mennyisége étkezés utáni álmosságot okozna.
| Hús                               | fehérje (100 g) |
| --------------------------------- | --------------- |
| Szalámi                           | 13.0            |
| Sertéskolbász (grillezett)        | 13.3            |
| Darált marhahús                   | 23.1            |
| Sült csirke                       | 24.8            |
| Grillezett sovány, hátsó szalonna | 25.3            |
| Sült pulyka                       | 25.0            |

## Köretei

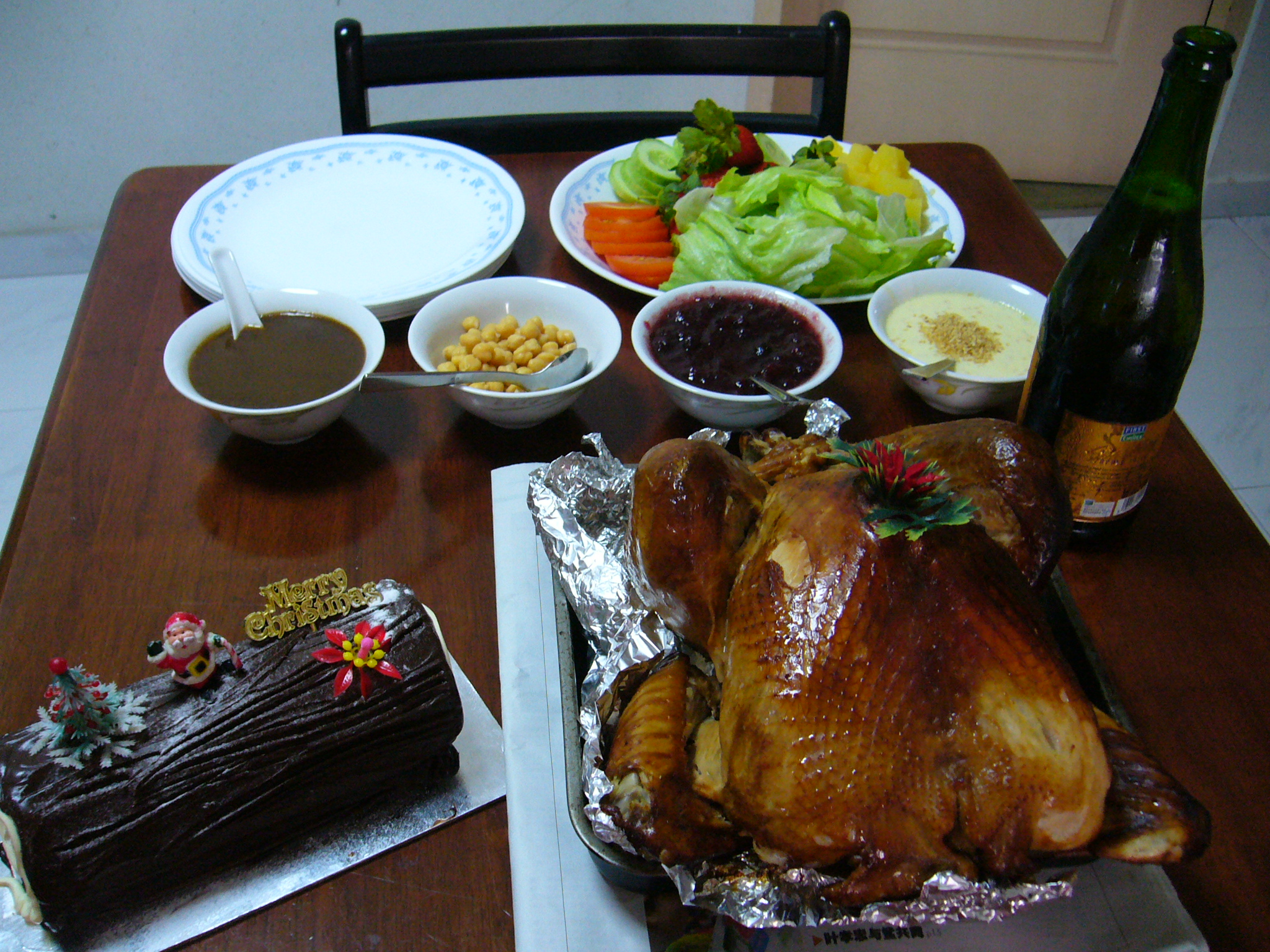
Pulykasült salátával, szószokkal, pezsgő almalével és Yule Log tortával karácsonyi vacsorához

Hálaadáskor az Egyesült Államokban a pulykát hagyományosan töltve vagy öntettel (oldalt), áfonyaszósszal és mártással szolgálják fel. A gyakori kiegészítő ételek közé tartozik a burgonyapüré, a kukoricacsutka, a zöldbab, a tök és az édesburgonya. A pite a szokásos desszert, különösen sütőtökből, almából vagy pekándióból készült desszert. Az Egyesült Államokban és Észak-Amerikában karácsonykor is fogyasztható.
Az Egyesült Királyságban karácsonykor a pulykát hagyományosan téli zöldségekkel tálalják, beleértve a sült burgonyát, a kelbimbót és a pasztinákot . Az áfonyaszósz az Egyesült Királyság északi vidéki területeinek hagyományos fűszerezése, ahol az erdei áfonya nő. Délen és a városi területeken, ahol a közelmúltig nehezen lehetett beszerezni az áfonyát, helyette kenyérszószt használtak, de a kereskedelmi forgalomban kapható áfonyaszósz népszerűsége ezeken a területeken is megnőtt. A disznók takarókban, szalonnába csomagolt kis kolbászokból (általában chipolatákból) álló étel népszerű és hagyományos köret.
Különösen a hálaadás és a karácsony körüli ünnepi időszakokban a tölteléket vagy öntetet hagyományosan pulyka mellé tálalják. A sok fajta közül a zabpehely, a gesztenye, a zsálya és a vöröshagyma, a kukoricakenyér és a kolbász a leghagyományosabb. A tölteléket a pulyka töltésére használják (ahogy a neve is sugallja), vagy külön főzve, köretként (öntetként) szolgálják fel.

## Fordítás
Ez a szócikk részben vagy egészben  a   Turkey meat című angol Wikipédia-szócikk fordításán alapul.  Az eredeti cikk szerkesztőit annak laptörténete sorolja fel. Ez a jelzés csupán a megfogalmazás eredetét és a szerzői jogokat jelzi, nem szolgál a cikkben szereplő információk forrásmegjelöléseként.